# Dubnička
Dubnička (in ungherese: Bántölgyes) è un comune della Slovacchia facente parte del distretto di Bánovce nad Bebravou, nella regione di Trenčín.